# Puchar Świata kobiet w kombinacji norweskiej 2023/2024
Puchar Świata kobiet w kombinacji norweskiej 2023/2024 rozpoczął się 1 grudnia 2023 w norweskim Lillehammer, a ostatnie zawody z tego cyklu zostały rozegrane 17 marca 2024 w norweskim Trondheim. Kraje, w których odbyły się konkursy PŚ to Norwegia, Austria, Niemcy oraz Estonia.
Obrończynią tytułu była Norweżka Gyda Westvold Hansen, a w Pucharze Narodów reprezentacja Norwegii. W tym sezonie natomiast najlepsza okazała się również Norweżka, ale tym razem była to Ida Marie Hagen, a w Pucharze Narodów najlepsza okazała się reprezentacja Norwegii.

## Kalendarz i wyniki
| Lp.                                                                           | Data                                                                          | Miejscowość                                                                   | Skocznia                                                                      | Konkurencja                                                                   | 1. miejsce                                                                            | 2. miejsce                                                                      | 3. miejsce                                                                |
| ----------------------------------------------------------------------------- | ----------------------------------------------------------------------------- | ----------------------------------------------------------------------------- | ----------------------------------------------------------------------------- | ----------------------------------------------------------------------------- | ------------------------------------------------------------------------------------- | ------------------------------------------------------------------------------- | ------------------------------------------------------------------------- |
| 1.                                                                            | 1 grudnia 2023                                                                | Lillehammer                                                                   | Lysgårdsbakken                                                                | HS98/5 km                                                                     | Gyda Westvold Hansen                                                                  | Ida Marie Hagen                                                                 | Mari Leinan Lund                                                          |
| 2.                                                                            | 2 grudnia 2023                                                                | Lillehammer                                                                   | Lysgårdsbakken                                                                | HS98/5 km                                                                     | Gyda Westvold Hansen                                                                  | Ida Marie Hagen                                                                 | Mari Leinan Lund                                                          |
| 3.                                                                            | 15 grudnia 2023                                                               | Ramsau                                                                        | Mattensprunganlage                                                            | HS98/5 km                                                                     | Gyda Westvold Hansen                                                                  | Ida Marie Hagen                                                                 | Minja Korhonen                                                            |
| 4.                                                                            | 16 grudnia 2023                                                               | Ramsau                                                                        | Mattensprunganlage                                                            | HS98/5 km                                                                     | Ida Marie Hagen                                                                       | Gyda Westvold Hansen                                                            | Lisa Hirner                                                               |
| 5.                                                                            | 13 stycznia 2024                                                              | Oberstdorf                                                                    | Schattenbergschanze                                                           | HS106/5 km                                                                    | Mari Leinan Lund                                                                      | Ida Marie Hagen                                                                 | Gyda Westvold Hansen                                                      |
| 6.                                                                            | 14 stycznia 2024                                                              | Oberstdorf                                                                    | Schattenbergschanze                                                           | HS106/5 km                                                                    | Ida Marie Hagen                                                                       | Gyda Westvold Hansen                                                            | Mari Leinan Lund                                                          |
| 7.                                                                            | 27 stycznia 2024                                                              | Schonach                                                                      | Langenwaldschanze                                                             | HS100/4 km                                                                    | Mari Leinan Lund                                                                      | Ida Marie Hagen                                                                 | Nathalie Armbruster                                                       |
| 8.                                                                            | 28 stycznia 2024                                                              | Schonach                                                                      | Langenwaldschanze                                                             | HS100/8 km                                                                    | Ida Marie Hagen                                                                       | Mari Leinan Lund                                                                | Gyda Westvold Hansen                                                      |
|                                                                               | German Trophy – klasyfikacja końcowa                                          | German Trophy – klasyfikacja końcowa                                          | German Trophy – klasyfikacja końcowa                                          | German Trophy – klasyfikacja końcowa                                          | Ida Marie Hagen                                                                       | Mari Leinan Lund                                                                | Gyda Westvold Hansen                                                      |
| 9.                                                                            | 2 lutego 2024                                                                 | Seefeld                                                                       | Toni-Seelos-Olympiaschanze                                                    | HS109/5 km                                                                    | Ida Marie Hagen                                                                       | Mari Leinan Lund                                                                | Nathalie Armbruster                                                       |
| 10.                                                                           | 3 lutego 2024                                                                 | Seefeld                                                                       | Toni-Seelos-Olympiaschanze                                                    | HS109/5 km                                                                    | Ida Marie Hagen                                                                       | Gyda Westvold Hansen                                                            | Nathalie Armbruster                                                       |
| 11.                                                                           | 9 lutego 2024                                                                 | Otepää                                                                        | Tehvandi                                                                      | HS97/5 km                                                                     | Gyda Westvold Hansen                                                                  | Ida Marie Hagen                                                                 | Mari Leinan Lund                                                          |
| 12.                                                                           | 10 lutego 2024                                                                | Otepää                                                                        | Tehvandi                                                                      | HS97/5 km                                                                     | Ida Marie Hagen                                                                       | Haruka Kasai                                                                    | Gyda Westvold Hansen                                                      |
| 13.                                                                           | 11 lutego 2024                                                                | Otepää                                                                        | Tehvandi                                                                      | HS97/5 km                                                                     | Ida Marie Hagen                                                                       | Mari Leinan Lund                                                                | Gyda Westvold Hansen                                                      |
| 14.                                                                           | 9 marca 2024                                                                  | Oslo                                                                          | Midtstubakken                                                                 | HS106/5 km                                                                    | Ida Marie Hagen                                                                       | Mari Leinan Lund                                                                | Gyda Westvold Hansen                                                      |
| 15.                                                                           | 16 marca 2024                                                                 | Trondheim                                                                     | Granåsen                                                                      | HS105/4x5 km                                                                  | Norwegia Jens Lurås Oftebro · Gyda Westvold Hansen · Ida Marie Hagen · Jørgen Graabak | Austria Stefan Rettenegger · Lisa Hirner · Annalena Slamik · Johannes Lamparter | Niemcy Manuel Faißt · Nathalie Armbruster · Jenny Nowak · Johannes Rydzek |
| 16.                                                                           | 17 marca 2024                                                                 | Trondheim                                                                     | Granåsen                                                                      | HS105/7,5 km                                                                  | Ida Marie Hagen                                                                       | Lisa Hirner                                                                     | Gyda Westvold Hansen                                                      |
| Puchar Świata kobiet w kombinacji norweskiej 2023/2024 – klasyfikacja końcowa | Puchar Świata kobiet w kombinacji norweskiej 2023/2024 – klasyfikacja końcowa | Puchar Świata kobiet w kombinacji norweskiej 2023/2024 – klasyfikacja końcowa | Puchar Świata kobiet w kombinacji norweskiej 2023/2024 – klasyfikacja końcowa | Puchar Świata kobiet w kombinacji norweskiej 2023/2024 – klasyfikacja końcowa | Ida Marie Hagen                                                                       | Gyda Westvold Hansen                                                            | Mari Leinan Lund                                                          |

## Wyniki reprezentantów Polski
| Zawodnik | Lillehammer 01.12 | Lillehammer 02.12 | Ramsau am Dachstein 15.12 | Ramsau am Dachstein 16.12 | Oberstdorf 13.01 | Oberstdorf 14.01 | Schonach 27.01 | Schonach 28.01 | Seefeld 02.02 | Seefeld 03.02 | Otepää 09.02 | Otepää 10.02 | Otepää 11.02 | Oslo 09.03 | Trondheim 17.03 |
| Joanna Kil | 19                | 18                | 16                        | 15                        | 21               | 16               | 19             | 16             | -             | -             | 17           | 19           | 18           | 25         | 21              |
| 1-3 4-40 poniżej 40 q – Zawodnik nie zakwalifikował się do konkursu głównego. dns1 – Zawodnik nie wystąpił w konkursie głównym. dns2 – Zawodnik nie pojawił się na starcie biegu/skoku. dsq – Zawodnik został zdyskwalifikowany w konkursie głównym. dnf – Zawodnik nie ukończył biegu. – – Zawodnik nie został zgłoszony do konkursu. |                   |                   |                           |                           |                  |                  |                |                |               |               |              |              |              |            |                 |
| 1 Dyskwalifikacja w rundzie prowizorycznej/kwalifikacjach z powodu niezgodnego/-ych z regulaminem sprzętu/stroju/butów. 2 Dyskwalifikacja z powodu niezgodnego/-ych z regulaminem sprzętu/stroju/butów. 3 Dyskwalifikacja z powodu za wczesnego wybiegnięcia na start podczas biegu. 4 Zawodnik zgłoszony nie wystartował w kwalifikacjach. 5 Zawodnik nie zakwalifikował się do części konkursu rozgrywanego na skoczni (nie zmieścił się w czołowej 50., dotyczy startu masowego). |                   |                   |                           |                           |                  |                  |                |                |               |               |              |              |              |            |                 |

## Klasyfikacje
| Lp. | Zawodniczka          | Punkty |
| --- | -------------------- | ------ |
| 1.  | Ida Marie Hagen      | 1440   |
| 2.  | Gyda Westvold Hansen | 1280   |
| 3.  | Mari Leinan Lund     | 1044   |
| 4.  | Haruka Kasai         | 969    |
| 5.  | Nathalie Armbruster  | 928    |
| 6.  | Lisa Hirner          | 751    |
| 7.  | Jenny Nowak          | 749    |
| 8.  | Léna Brocard         | 653    |
| 9.  | Yuna Kasai           | 603    |
| 10. | Maria Gerboth        | 587    |
| 11. | Daniela Dejori       | 569    |
| 12. | Anju Nakamura        | 562    |
| 13. | Marte Leinan Lund    | 503    |
| 14. | Annika Malacinski    | 499    |
| 15. | Minja Korhonen       | 445    |
| 16. | Svenja Würth         | 445    |
| 17. | Annalena Slamik      | 400    |
| 18. | Veronica Gianmoena   | 396    |
| 19. | Joanna Kil           | 330    |
| 20. | Sana Azegami         | 316    |
| 21. | Alexa Brabec         | 311    |
| 22. | Claudia Purker       | 286    |
| 23. | Silva Verbič         | 216    |
| 24. | Hanna Midtsundstad   | 205    |
| 25. | Ronja Loh            | 155    |
| 26. | Sophia Maurus        | 129    |
| 27. | Anne Häckel          | 111    |
| 28. | Teja Pavec           | 108    |
| 29. | Heta Hirvonen        | 96     |
| 30. | Ema Volavšek         | 89     |
| 31. | Greta Pinzani        | 70     |
| 32. | Tereza Koldovská     | 63     |
| 33. | Mille Marie Hagen    | 59     |
| 34. | Ingrid Låte          | 39     |
| 35. | Lumia Nurmela        | 39     |
| 36. | Magdalena Burger     | 38     |
| 37. | Laura Pletz          | 33     |
| 38. | Clara Mentil         | 26     |
| 39. | Tia Malovrh          | 19     |
| 40. | Romane Baud          | 13     |
| =   | Nora Helene Evans    | 13     |

| Lp. | Zawodniczka          | Punkty |
| --- | -------------------- | ------ |
| 1.  | Ida Marie Hagen      | 1490   |
| 2.  | Nathalie Armbruster  | 1148   |
| 3.  | Gyda Westvold Hansen | 930    |
| 4.  | Marte Leinan Lund    | 838    |
| 5.  | Daniela Dejori       | 824    |
| 6.  | Anju Nakamura        | 813    |
| 7.  | Haruka Kasai         | 690    |
| 8.  | Mari Leinan Lund     | 664    |
| 9.  | Lisa Hirner          | 657    |
| 10. | Jenny Nowak          | 628    |
| ... |                      |        |
| 14. | Joanna Kil           | 527    |

| Lp. | Zawodniczka          | Punkty |
| --- | -------------------- | ------ |
| 1.  | Gyda Westvold Hansen | 1344   |
| 2.  | Mari Leinan Lund     | 1128   |
| 3.  | Ida Marie Hagen      | 1099   |
| 4.  | Haruka Kasai         | 994    |
| 5.  | Svenja Würth         | 859    |
| 6.  | Jenny Nowak          | 815    |
| 7.  | Lisa Hirner          | 778    |
| 8.  | Nathalie Armbruster  | 770    |
| 9.  | Léna Brocard         | 699    |
| 10. | Maria Gerboth        | 670    |
| ... |                      |        |
| 21. | Joanna Kil           | 265    |

| Lp. | Zawodniczka          | Punkty |
| --- | -------------------- | ------ |
| 1.  | Ida Marie Hagen      | 300    |
| 2.  | Gyda Westvold Hansen | 270    |
| 3.  | Nathalie Armbruster  | 195    |
| 4.  | Haruka Kasai         | 182    |
| 5.  | Marte Leinan Lund    | 176    |
| 6.  | Daniela Dejori       | 150    |
| 7.  | Anju Nakamura        | 144    |
| 8.  | Mari Leinan Lund     | 132    |
| 9.  | Lisa Hirner          | 129    |
| 10. | Jenny Nowak          | 129    |
| ... |                      |        |
| 20. | Joanna Kil           | 62     |

| Lp. | Drużyna           | Punkty |
| --- | ----------------- | ------ |
| 1.  | Norwegia          | 4783   |
| 2.  | Niemcy            | 3292   |
| 3.  | Japonia           | 2574   |
| 4.  | Austria           | 1672   |
| 5.  | Włochy            | 1135   |
| 6.  | Stany Zjednoczone | 810    |
| 7.  | Francja           | 690    |
| 8.  | Finlandia         | 656    |
| 9.  | Słowenia          | 482    |
| 10. | Polska            | 330    |
| 11. | Czechy            | 63     |